# Sudáfrica en los Juegos Paralímpicos de Salt Lake City 2002
Sudáfrica estuvo representada en los Juegos Paralímpicos de Salt Lake City 2002 por un deportista masculino. El equipo paralímpico sudafricano no obtuvo ninguna medalla en estos Juegos.